# Landschaftsschutzgebiet Büren

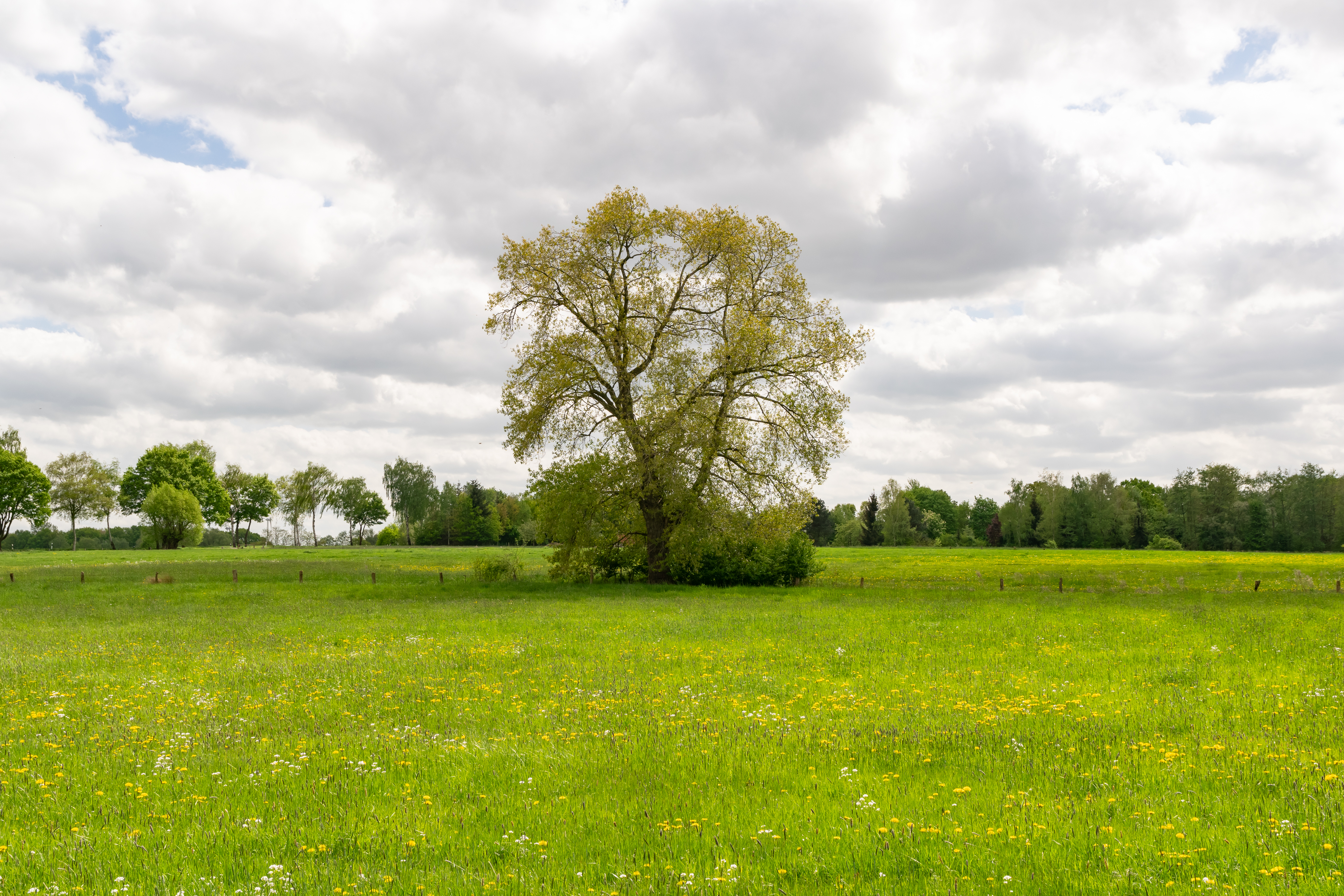
Die Gunnewiesen im Stadtgebiet Delbrück im LSG

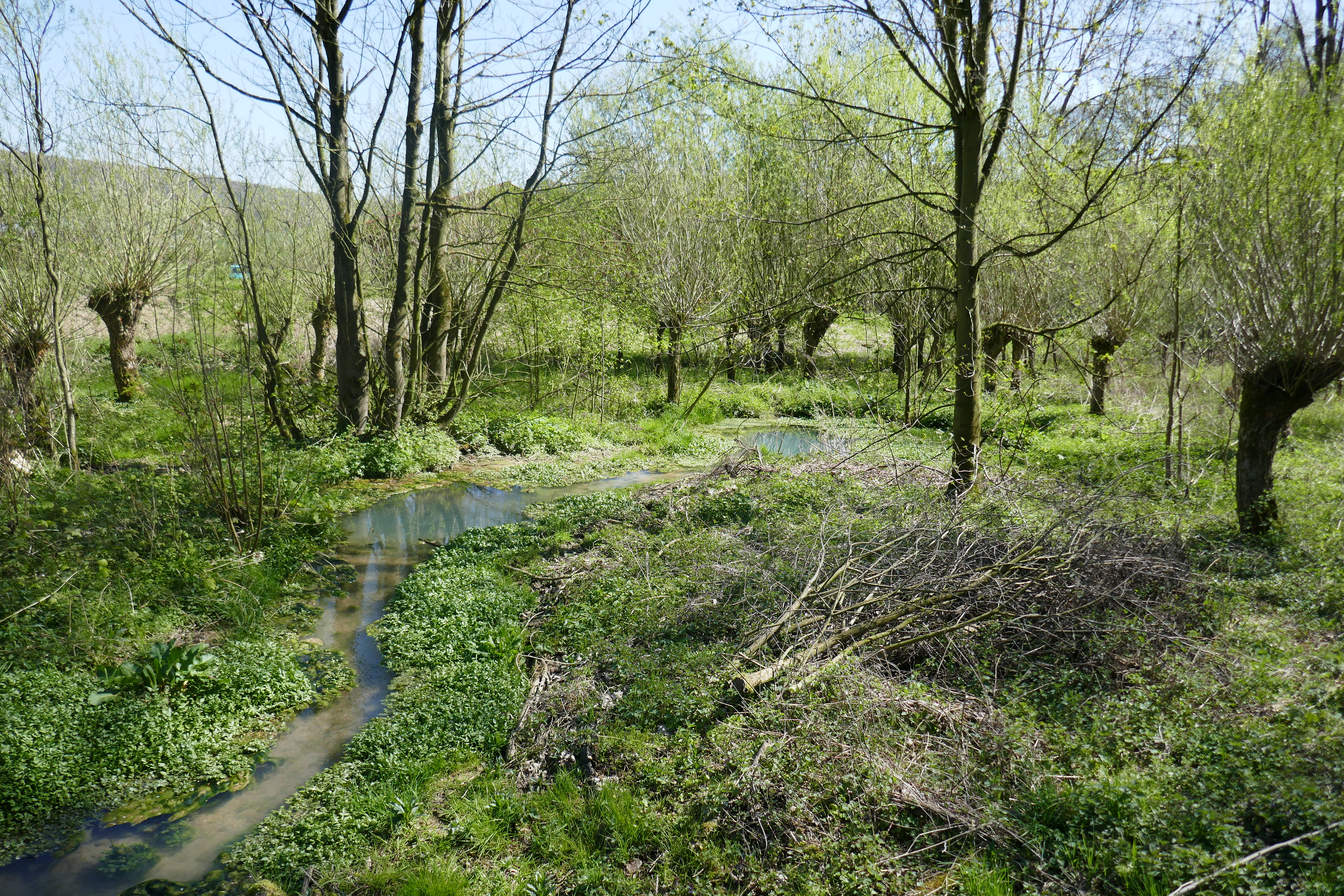
Gellinghausener Quelle

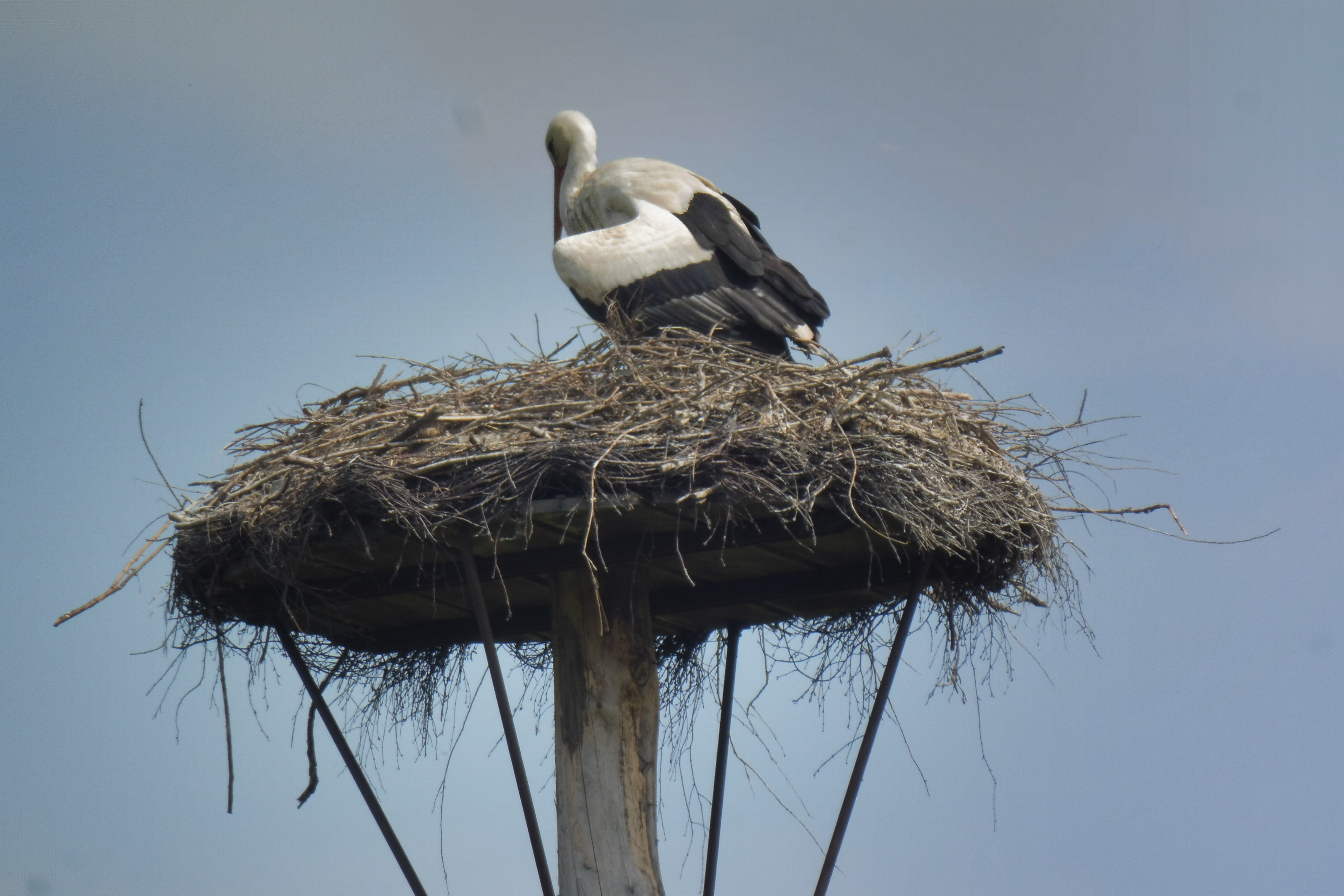
Weißstorchennest im Heitwinkel

Das Landschaftsschutzgebiet Büren  mit 14295,43 ha Flächengröße bei Ausweisung liegt im Kreis Paderborn. Das Landschaftsschutzgebiet (LSG) wurde am 1. November 1974 vom Kreis Büren, mit Ermächtigung des Regierungspräsidenten in Detmold, ausgewiesen. Das Landschaftsschutzgebiet wurde 1974 mit einer Befristung bis 1994 ausgewiesen. Laut Gesetz zum Schutz der Natur in Nordrhein-Westfalen (Landesnaturschutzgesetz – LNatSchG NRW) vom 21. Juli 2000 § 79 Überleitung bestehender Verordnungen, besteht das LSG aber weiterhin bis zum Inkrafttreten eines Landschaftsplans oder einer ordnungsbehördlichen Verordnung.

## Beschreibung
Das LSG umfasste bei Ausweisung weite Flächen von Wald und Offenland im Kreis Büren. 2020 umfasste das LSG Gebiete mit 24 Teilflächen. In den Städten Delbrück und Salzkotten gehören 2020 noch große Gebiete zum LSG, da dort bis 2020 keine Landschaftspläne beschlossen wurden. In der Stadt Lichtenau gehören ebenfalls noch große Flächen zum LSG Büren, obwohl dort ein Landschaftsplan beschlossen wurde. In der Stadt Bad Wünnenberg liegt noch eine Teilfläche des LSG Büren. In den beschlossenen Landschaftsplänen im Gebiet des früheren Kreises Büren wurden große Gebiete des LSG Büren zu anderen Schutzgebieten umgewidmet. Es fehlt jeder Hinweis auf die Flächengröße im Jahr 2020. 
Die Verordnung des LSG verbietet die Aufforstung landwirtschaftlich nutzbarer Flächen mit Ausnahme der Ödländereien und die gänzliche oder teilweise Beseitigung oder Beschädigung von Hecken, Feld- oder Ufergehölzen in der freien Landschaft.